# I consolatori
I consolatori (The Comforters) è il primo romanzo della scrittrice britannica Muriel Spark, edito da Macmillan Publishers nel 1957.

## Storia editoriale
Muriel Spark scrisse il romanzo nel corso del 1955, poco dopo la sua conversione al cattolicesimo e dopo essersi ripresa da un crollo nervoso causato dall'abuso di destroamfetamina e dalla malnutrizione. Entrambe le esperienze si ripresentano nel romanzo, in cui la protagonista Caroline (anche lei aspirante scrittrice) è fresca di conversione al cattolicesimo e, come l'autrice, soffre di allucinazioni. Il titolo è ispirato a un versetto del libro di Giobbe:
(Giobbe 16:2)
Un'amica della scrittrice inviò copie del manoscritto a Graham Greene ed Evelyn Waugh, che al momento era impegnato nella stesura di un romanzo su tematiche simili, La prova di Gilbert Pinfold. Entrambi apprezzarono grandemente il romanzo e lo raccomandarono per la pubblicazione. Il libro è stato tradotto in oltre una mezza dozzina di lingue, incluso l'italiano, il russo, l'arabo e lo spagnolo.

## Trama
La giovane scrittrice Caroline Rose si è recentemente convertita al cattolicesimo e, dopo essere tornata a casa da un ritiro spirituale, comincia a soffrire di strane allucinazioni uditive: sente il rumore di una macchina da scrivere, accompagnato da un coro di voci misteriose che narrano i suoi pensieri, come se li stessero leggendo. Intanto il suo fidanzato Laurence indaga su un nuovo giro di amicizie della nonna, che scopre essere coinvolta in un traffico internazionale di diamanti.

## Edizioni
- I consolatori, collana Fabula, traduzione di Monica Pareschi, Milano, Adelphi, 2009, ISBN 9788845924064.